# Чрнеча вас
Чрнеча вас (словен. Črneča vas) је насељено место у општини Костањевица на Крки, Доњепосавска регија, Словенија.

## Историја
До територијалне реорганизације у Словенији била је у саставу старе општине Кршко.

## Становништво
У попису становништва из 2011. године, Чрнеча вас је имала 123 становника.
| Број становника према пописима | Број становника према пописима | Број становника према пописима |
| ------------------------------ | ------------------------------ | ------------------------------ |
| 1991                           | 2002                           | 2011                           |
| 145                            | 141                            | 123                            |